# Eirík de Jórvik

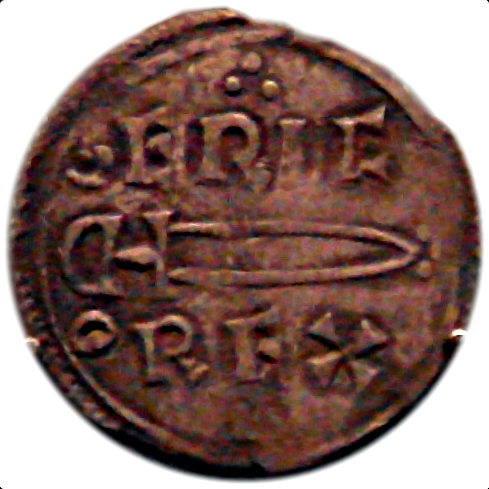
Moneda del reinado de Eirík de Jórvik.

Eirík de Jórvik (nórdico antiguo: Eiríkr, m. 954) fue un rey vikingo de Jórvik, una figura histórica que ha tomado relevancia entre historiadores quienes consideran que Erico I de Noruega (Hachasangrienta) no gobernó el enclave escandinavo en Inglaterra, sino un miembro de la dinastía hiberno nórdica de los Uí Ímair con el mismo nombre; aunque su ascendencia se desconoce, los datos que proporcionan los textos de las crónicas anglosajonas y la cronología de los acontecimientos se contradicen con las sagas nórdicas y hay fuertes indicios que ambos fueron dos personas diferentes.
Eirík aparece en las crónicas en el año 946 como rey de York, coincidiendo con la muerte de Edmundo I de Inglaterra, aunque parece que su reinado fue efímero (947-948) pues el sucesor de Edmundo, Edred, conquistó el enclave nórdico y propició su caída.
La identificación de Eirík de Jórvik con Erico de Noruega surge con la hipótesis de W.G.¨Collingwood, aunque no existe ni una sola referencia de cronistas anglosajones contemporáneos sobre su origen, excepto la versión «E» de la crónica anglosajona que le cita como hijo de Harald (quendam Ericum fillium Haroldi). En una carta de Eduardo I de Inglaterra al Papa Bonifacio VIII, el rey inglés cita a Eirík como un noble de origen escocés. Es muy posible que la coincidencia de nombres facilitase la confusión entre ambos y los historiadores se decantasen por la figura más emblemática de las sagas escandinavas antes que la de un desconocido.
Entre las diferencias más notables con el monarca noruego, se encuentra en Vita Sancti Cathroe que menciona el matrimonio de Eirík de Jórvik con una dama de la dinastía del reino de Alba. Este tipo de matrimonios fortalece el argumento que Eirík pertenecía a Uí Ímair, un descendiente de Ímar, y no a la dinastía Hårfagreætta de Erico de Noruega. Las monedas de la época confirman que hubo continuidad administrativa de Olaf Cuaran ya que Eirík imitó sus formas en dos ocasiones, algo impropio para alguien que pertenecía a otra dinastía real. Estas monedas muestran una espada en el reverso, el símbolo del poder hiberno-nórdico y la conquista de 919, un símbolo común a finales del siglo X entre los descendientes de Ímar.